# Maria Apollonio
Maria Apollonio (13 giugno 1919 – 1990) è stata una velocista italiana.
Nel 1938 prese parte ai campionati europei di atletica leggera di Vienna, conquistando la medaglia di bronzo nella staffetta 4×100 metri insieme a Maria Alfero, Rosetta Cattaneo e Italia Lucchini.

## Palmarès
| Anno | Manifestazione | Sede   | Evento                | Risultato | Prestazione | Note |
| ---- | -------------- | ------ | --------------------- | --------- | ----------- | ---- |
| 1938 | Europei        | Vienna | Staffetta 4×100 metri | Bronzo    | 49"4        |      |